# تکوسن

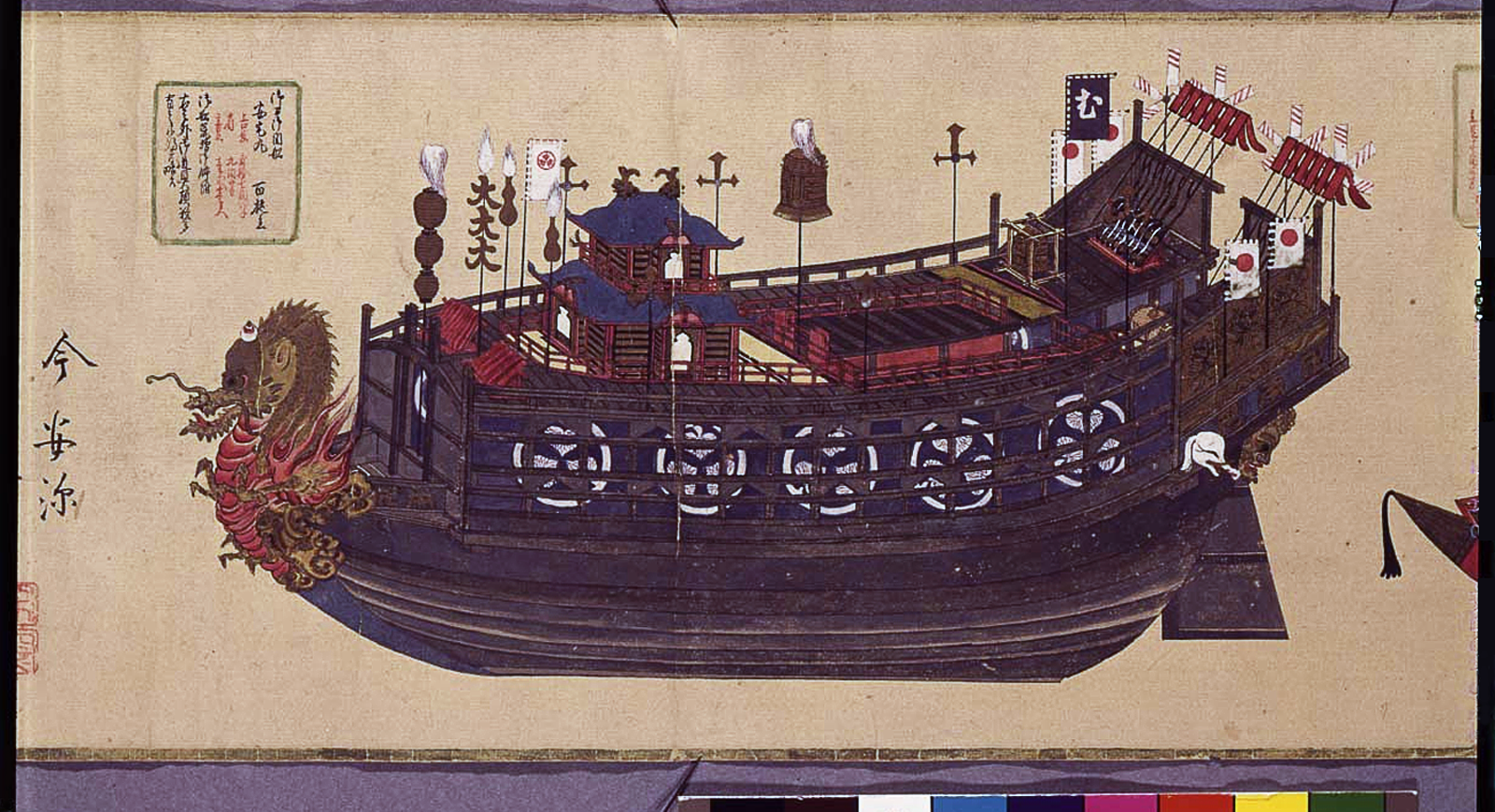
کشتی آتاکه‌بونه

تکّوسن (به ژاپنی: 鉄甲船 Tekkōsen) نوعی آتاکه‌بونه (کشتی جنگی) عظیم که با آهن روکش شده بود. در اواسط قرن شانزدهم در دوره سنگوکو در ژاپن و در سال ۱۵۷۸ اودا نوبوناگا ۶ کشتی آتاکه بونه که با آهن پوشیده شده بودند را ساخت و نام این کشتی‌ها را تکّوسن به معنای تحت اللفظی کشتی آهنی گذاشت.